# Sciltian Gastaldi
Sciltian Gastaldi (født 23. april 1974) er en italiensk forfatter, journalist og lærer i historie og filosofi. Han blev født i Rom, har boet i Canada, hvor han arbejdede som deltidsprofessor, i næsten et årti og nu er han tilbage i Rom, hvor han er gymnasielærer i historie og filosofi. Sciltian Gastaldi har udgivet 13 bøger, ti akademiske artikler og ca. 1000 journalistiske artikler. Som journalist blev han hædret med 2001 Erich Fromm Award og 2002 Mario Formenton-prisen. Han har en af de ældste blogs på italiensk ("Anelli di fumo", dvs. " Røgringe"), som i øjeblikket er hostet på mediet Il Riformista. Han samarbejder eller har arbejdet for: Diario della settimana, Internazionale, D - La Repubblica delle donne, Il Corriere Canadese, Aut, Donna, Il Mucchio Selvaggio, Panorama d'Italia, Il Fatto Quotidiano, l'Espresso, Linkiesta, Il Riformista.